# Andoni Zubizarreta
Andoni Zubizarreta, född 23 oktober 1961 i Vitoria, är en spansk före detta fotbollsmålvakt. Zubizarreta valdes 2010 till ny sportchef för FC Barcelona då Txiki Begiristain avgick. Han fick i januari 2015 sparken av Barcelonas klubbpresident Josep Bartomeu.

## Meriter
- 126 landskamper för Spanien (1985–1998)
  - 4 VM-turneringar (1986, 1990, 1994, 1998)
  - 2 EM-turneringar (1988, 1996)
- 622 matcher i spanska ligan (1979–1998)
- Spansk mästare 6 gånger (1983, 1984, 1991, 1992, 1993, 1994)
- Spansk cupvinnare 3 gånger (1984, 1988, 1990)
- Seger i Europacupen 1992
- Seger i Cupvinnarcupen 1989